# Municipio de Berlin (condado de Knox)
El municipio de Berlin (en inglés: Berlin Township) es un municipio ubicado en el condado de Knox en el estado estadounidense de Ohio. En el año 2010 tenía una población de 1738 habitantes y una densidad poblacional de 35,02 personas por km².

## Geografía
El municipio de Berlin se encuentra ubicado en las coordenadas 40°31′17″N 82°29′39″O / 40.52139, -82.49417. Según la Oficina del Censo de los Estados Unidos, el municipio tiene una superficie total de 49.63 km², de la cual 47,68 km² corresponden a tierra firme y (3,92 %) 1,95 km² es agua.

## Demografía
Según el censo de 2010, había 1738 personas residiendo en el municipio de Berlin. La densidad de población era de 35,02 hab./km². De los 1738 habitantes, el municipio de Berlin estaba compuesto por el 98,45 % blancos, el 0,29 % eran afroamericanos, el 0,46 % eran asiáticos, el 0,12 % eran isleños del Pacífico y el 0,69 % eran de una mezcla de razas. Del total de la población el 0,29 % eran hispanos o latinos de cualquier raza.